# Нещерет Руслан Олексійович
Руслан Олексійович Нещерет (нар. 22 січня 2002, Мукачево, Закарпатська область, Україна) — український футболіст, воротар київського «Динамо». Бронзовий призер молодіжного чемпіонату Європи 2023 у складі збірної України U-21.

## Кар'єра
Руслан Нещерет народився 22 січня 2002 року в м. Мукачево Закарпатської області. У віці 10 років він отримав перше запрошення на перегляд у ДЮФШ «Динамо». Батьки погодились на переїзд хлопця лише за два роки, коли Руслан отримав запрошення вдруге. Майбутній воротар проходив навчання у ДЮФШ «Динамо». Хлопець жив, навчався і тренувався в динамівській академії на Нивках. В ДЮФШ воротар продемонстрував відмінні результати, тому почав виступати за старшу на рік команду.
Ще під час навчання в академії «Динамо» Нещерета запрошували до юнацьких збірних України різних вікових груп — U-16, U-17. Окрім упевненої гри на лінії воріт, Нещерет виділявся вмінням часто відбивати пенальті, за що неодноразово отримував індивідуальні нагороди.
Після випуску з академії та переходу до «Динамо» U-19 Нещерет виступав у Юнацькій Лізі УЄФА. Два матчі він провів у сезоні 2018-19, у тому числі гру проти юнацької команди «Ювентуса» (3:0), а також усі 5 матчів сезону 2019-20 Юнацької Ліги УЄФА.
31 жовтня 2020 року 18-річний Нещерет вперше вийшов у основному складі «Динамо» у чемпіонаті України. Наставник Мірча Луческу змушений був скористався послугами молодого голкіпера через відсутність Георгія Бущана і Дениса Бойка, у яких напередодні виявили вірус COVID-19.
4 листопада 2020 року молодий голкіпер дебютував за киян у Лізі чемпіонів проти «Барселони» на «Камп Ноу». Матч завершився поразкою з рахунком 1-2, проте Нещерет продемонстрував дуже пристойну гру.
Грав за юнацькі та молодіжну збірні України.

## Статистика

### Клубна статистика
Станом на 24 травня 2025 року
| Сезон              | Команда            | Чемпіонат          | Чемпіонат | Чемпіонат | Національний кубок | Національний кубок | Національний кубок | Континентальні кубки | Континентальні кубки | Континентальні кубки | Інші змагання | Інші змагання | Інші змагання | Усього | Усього |
| Сезон              | Команда            | Ліга               | Ігор      | Голів     | Ліга               | Ігор               | Голів              | Ліга                 | Ігор                 | Голів                | Ліга          | Ігор          | Голів         | Ігор   | Голів  |
| ------------------ | ------------------ | ------------------ | --------- | --------- | ------------------ | ------------------ | ------------------ | -------------------- | -------------------- | -------------------- | ------------- | ------------- | ------------- | ------ | ------ |
| 2020–21            | «Динамо»           | ПЛ                 | 3         | -4        | КУ                 | 0                  | 0                  | ЛЧ/ЛЄ                | 1+0                  | -2+0                 | СК            | 0             | 0             | 4      | -6     |
| 2021–22            | «Динамо»           | ПЛ                 | 0         | 0         | КУ                 | 0                  | 0                  | ЛЧ                   | 0                    | 0                    | СК            | 0             | 0             | 0      | 0      |
| 2022–23            | «Динамо»           | ПЛ                 | 20        | -18       | -                  | -                  | -                  | ЛЧ/ЛЄ                | 0+2                  | 0+-4                 | -             | -             | -             | 22     | -22    |
| 2023–24            | «Динамо»           | ПЛ                 | 4         | -7        | КУ                 | 1                  | -1                 | ЛК                   | 0                    | 0                    | -             | -             | -             | 5      | -8     |
| 2024–25            | «Динамо»           | ПЛ                 | 13        | -8        | КУ                 | 2                  | -2                 | ЛЧ+ЛЄ                | 0+3                  | 0+-4                 | —             | —             | —             | 18     | -14    |
| Усього за «Динамо» | Усього за «Динамо» | Усього за «Динамо» | 40        | -37       |                    | 3                  | -3                 |                      | 6                    | -10                  |               | 0             | 0             | 49     | -50    |
| Усього за кар'єру  | Усього за кар'єру  | Усього за кар'єру  | 40        | -37       |                    | 3                  | -3                 |                      | 6                    | -10                  |               | 0             | 0             | 49     | -50    |

## Досягнення
«Динамо»:
 Чемпіон України: 2021, 2025
 Молодіжна збірна України:
 Бронзовий призер молодіжного чемпіонату Європи: 2023